# Medicína pro 21. století
Medicína pro 21. století je vzdělávací cyklus České televize věnovaný závažným nemocem a jejich moderní léčbě. Jeho producentkou a dramaturgyní je Nataša Slavíková, scenáristou a režisérem je Vlastimil Šimůnek. Jeden díl trvá asi 17 minut. Pořad se vysílal od roku 2008 do roku 2012.

## Seznam odvysílaných dílů
| Název dílu                                      | Odkaz do archivu ČT       |
| ----------------------------------------------- | ------------------------- |
| Akromegalie a gigantismus                       | Spustit z videoarchivu ČT |
| Akutní leukémie                                 | Spustit z videoarchivu ČT |
| Alergie a astma                                 | Spustit z videoarchivu ČT |
| Atypický hemoliticko-uremický syndrom           | Spustit z videoarchivu ČT |
| Bechtěrevova nemoc                              | Spustit z videoarchivu ČT |
| Brindleyho neurostimulátor                      | Spustit z videoarchivu ČT |
| Cílená léčba v hematologii                      | Spustit z videoarchivu ČT |
| Časná revmatoidní artritida                     | Spustit z videoarchivu ČT |
| Diabetes                                        | Spustit z videoarchivu ČT |
| Fabryho choroba                                 | Spustit z videoarchivu ČT |
| Drogová závislost jako choroba                  | Spustit z videoarchivu ČT |
| Gaucherova choroba                              | Spustit z videoarchivu ČT |
| Hepatitida C                                    | Spustit z videoarchivu ČT |
| HIV/AIDS                                        | Spustit z videoarchivu ČT |
| Houbová onemocnění v hematologii                | Spustit z videoarchivu ČT |
| Chronická lymfocitární leukémie                 | Spustit z videoarchivu ČT |
| Chronická myeloidní leukémie                    | Spustit z videoarchivu ČT |
| Chronická obstrukční plicní nemoc               | Spustit z videoarchivu ČT |
| Kardiostimulátor a magnetická rezonance         | Spustit z videoarchivu ČT |
| Léčba střevních zánětů                          | Spustit z videoarchivu ČT |
| Metabolické onemocnění – MPS                    | Spustit z videoarchivu ČT |
| Mnohočetný myelom                               | Spustit z videoarchivu ČT |
| Obtížně léčitelné astma                         | Spustit z videoarchivu ČT |
| Osteoporóza                                     | Spustit z videoarchivu ČT |
| Pompeho nemoc                                   | Spustit z videoarchivu ČT |
| Psoriatrická artritida                          | Spustit z videoarchivu ČT |
| Psoriáza – lupénka                              | Spustit z videoarchivu ČT |
| Revmatoidní artritida                           | Spustit z videoarchivu ČT |
| Roztroušená skleróza                            | Spustit z videoarchivu ČT |
| Sarkom měkkých tkání                            | Spustit z videoarchivu ČT |
| Transplantace kostní dřeně                      | Spustit z videoarchivu ČT |
| Tyrosinémie                                     | Spustit z videoarchivu ČT |
| Ulcerózní kolitida                              | Spustit z videoarchivu ČT |
| Vertebroplastika páteře                         | Spustit z videoarchivu ČT |
| Vzácný nádor trávicího ústrojí                  | Spustit z videoarchivu ČT |
| Zhoubný nádor mozku                             | Spustit z videoarchivu ČT |
| Ztráta zraku – Moderní léčba počínající slepoty | Spustit z videoarchivu ČT |
| Žloutenka typu C                                | Spustit z videoarchivu ČT |